# Sascha Reinelt
Sascha Reinelt (* 11. Oktober 1978 in Sindelfingen) ist ein deutscher Hockeyspieler.

## Leben
Reinelt stand bereits als 14-Jähriger in der Juniorennationalmannschaft des Deutschen Hockey-Bundes, während er noch bei der SV Böblingen spielte. 1996 bestritt er sein erstes Länderspiel in der Nationalmannschaft der Herren.
Hier entwickelte sich Reinelt zu einer festen Stütze der Mannschaft und einem der besten Stürmer des Landes. Insgesamt bestritt er 233 Länderspiele und erzielte dabei 75 Tore.
Seine größten Erfolge feierte er 2002 mit dem Gewinn der Hockey-Weltmeisterschaft in Kuala Lumpur und den drei Europameistertiteln 1999 (Halle und Feld) und 2003. Zuletzt gewann er bei den Olympischen Sommerspielen 2004 in Athen mit der deutschen Nationalmannschaft die Bronzemedaille. Trotz dreifachem Bänderriss spielte er das Halbfinale und schoss im Spiel um Platz drei sogar ein Tor.
In der Hockey-Bundesliga spielt Sascha Reinelt beim HTC Stuttgarter Kickers. 2005 wurde er mit seiner Mannschaft Deutscher Meister und 2006 Europacup-Sieger.